# توبی امریک
توبی امریک به (انگلیسی: Toby Emmerich زاده ۸ فوریه ۱۹۶۳) یک تهیه کننده و فیلم‌نامه‌نویس است.